# 生物地理学

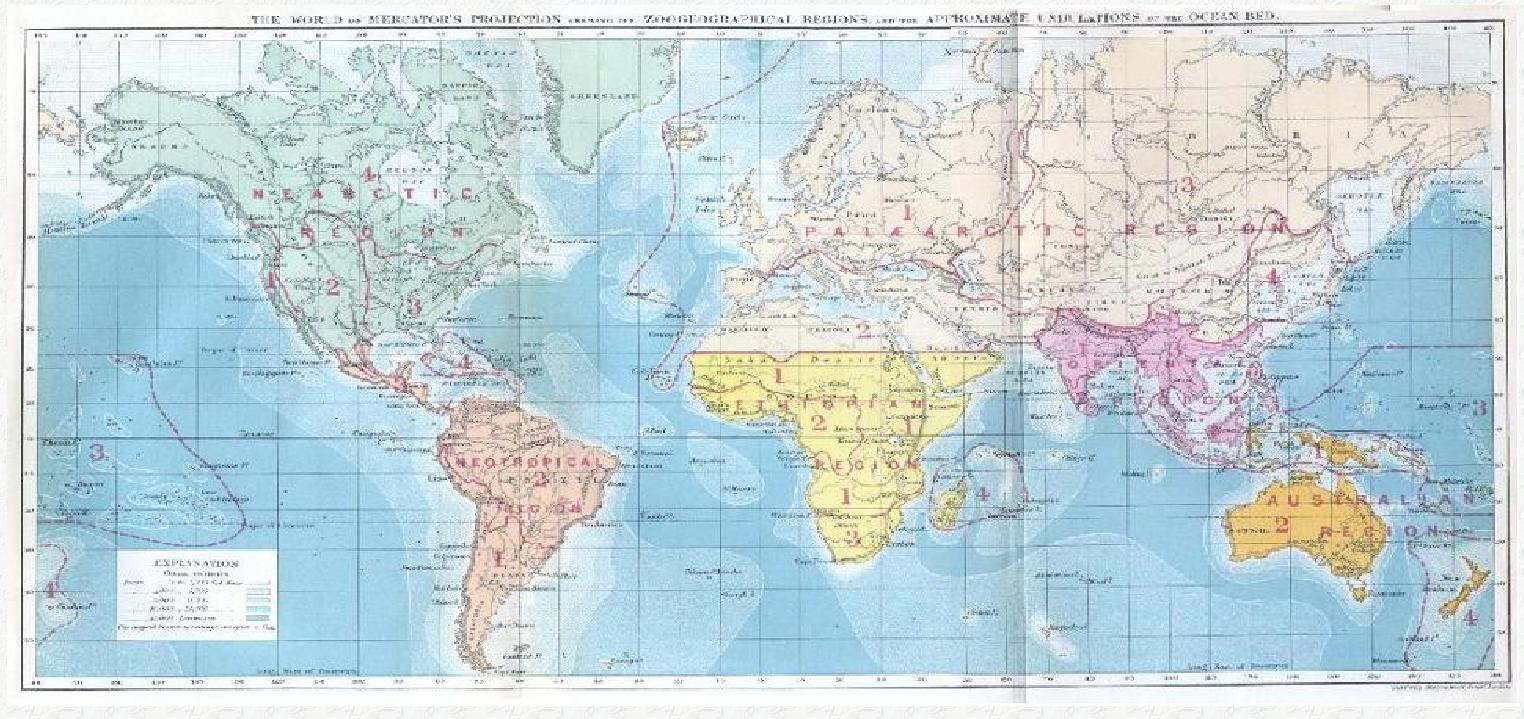
华莱士的《动物的地理分布》卷首插图

生物地理學是生物學與地理學間的邊緣學科。研究生物在時間和空間上分布的一門學科。即生物群落及其组成成分，它们在地球表面的分布情况及形成原因。生物地理學研究範圍包括：動物地理學、植物地理學、海洋生物地理學、古生物地理學。生物的單體還有群體會隨著緯度、海拔、隔離以及棲息地面積地理梯度之轉變而變化生物的基因。
生物體數量與類型的空間變化知識對每一位而言至關緊要，因為它是早期人類的祖先，人類也可以多樣化的適應，但是在地理環境下還是難以預測。畢竟生物地理學是人類探究要總體化，以及具有團結的力量以及收到來自於生態學、進化生物學、地質學和自然地理學的相關資訊。
現代生物地理學研究結合了來自更多領域的信息和想法，在全球空間尺度和進化的時間框架中從對於有機體分散之生理或生態的約束力一直到地質或氣候現象的運作。
位於棲息地中生物物種在短期之間的交互作用正描述著生物地理學的生態應用。歷史生物地理學家描述長期生物廣泛的被分類以及長時間依照自己的時間週期不斷的演化。早期的科學家由卡爾·林奈開始對於生物地理學發展的理論做出了貢獻，18世紀中期開始，歐洲人探索世界，並發現生物多樣性的生機。林奈透過他未被發現的領土開始探索分類生物的方法。
生物地理學家的科學理論也紛紛提出相關系列的作品，包含亞歷山大·馮·洪堡（1769－1869年）、沃森·休伊特（1804－1881年）、阿方斯·比拉姆·德康多爾（1806－1893年）、阿爾弗雷德·羅素·華萊士（1823－1913年）、菲利普·斯克莱特（1829－1913年）和其他生物學家和探險家。

## 发展历史
從18世纪的達爾文時代起到20世纪末，生物地理学的發展共經歷了4個代表時期：
- 19世纪后半葉起：起源中心和擴散用于解釋生物分布。
- 20世纪60年代起：随着生态学具备了成熟的理论体系，岛屿生物地理学发展起来。
- 20世纪60-70年代：随着板塊構造學說和分支系统學理論的發展，隔離思想出現并促進生物地理學和隔離分化生物地理學的發展後者後来被稱為分支生物地理學
- 20世纪80年代末：在線立體標記應用和溯祖理論的基礎上，系统發生生物地理學（由于中文翻譯的差異，也被稱為譜系地理學或譜系生物地理學），興起并迅速發展。這些時期生物地理學不同領域的發展，前人已有較多的總结。

### 更多閱讀
- （英文）Albert, J. S., & R. E. Reis (2011).  Historical Biogeography of Neotropical Freshwater Fishes （页面存档备份，存于）. University of California Press, Berkeley. 424 pp.
- （英文）Albert, J.S.; Crampton, W.G.R. . Nature Education. 2010, 1 (10): 3.
- （英文）MacArthur, Robert H. . New York: Harper & Row. 1972.
- （英文）McCarthy, Dennis. . Oxford & New York: Oxford University Press. 2009. ISBN 978-0-19-954246-8.

## 外部連結
- （英文）International Biogeography Society （页面存档备份，存于）
- （英文）Systematic & Evolutionary Biogeographical Society
- （英文）Early Classics in Biogeography, Distribution, and Diversity Studies: To 1950 （页面存档备份，存于）
- （英文）Early Classics in Biogeography, Distribution, and Diversity Studies: 1951-1975 （页面存档备份，存于）
- （英文）Some Biogeographers, Evolutionists and Ecologists: Chrono-Biographical Sketches （页面存档备份，存于）

### 主要期刊
- （英文）Journal of Biogeography homepage （页面存档备份，存于）.
- （英文）Global Ecology and Biogeography homepage （页面存档备份，存于）.
- （英文）Ecography homepage.